# 拉普兰 (芬兰历史省份)

拉普兰历史省份的徽章

拉普兰（芬蘭語：Lappi）是芬兰的历史省份，位于芬兰北部。现今的芬兰拉普兰区除了拉普兰历史省份的范围外，还包括波赫扬马历史省份的北部。拉普兰历史省份在1809年9月被割让给俄罗斯之前为更大的瑞典拉普兰历史省份的一部分。

## 在各语言里的称呼

拉普兰历史省份在芬兰的位置

这块地区的芬兰语名称为，因此在中文里有时也译为“拉皮”。瑞典语称为，这也是中文译名“拉普兰”的来源。而英语里对现今这块地区称为，但对这块历史区域称为。